# Endre Kósa
Endre Kósa (* 18. Februar 1975 in Miercurea Ciuc; † 9. November 2015) war ein rumänischer Eishockeyspieler, der seit Beginn seiner Karriere beim HSC Csíkszereda, der sich bis 2010 SC Miercurea Ciuc nannte, in der Rumänischen Eishockeyliga und der MOL Liga spielte.

## Karriere
Endre Kósa, der der ungarischsprachigen Minderheit der Szekler in Rumänien angehörte, spielte seit Beginn seiner Karriere beim heutigen HSC Csíkszereda, dem traditionellen Klub der Szekler in Miercurea Ciuc, der sich bis 2010 SC Miercurea Ciuc nannte. Mit seinem Klub gewann er 1997, 2000, 2004, 2006, 2007, 2010, 2011, 2012 und 2013 den rumänischen Meistertitel und 2001, 2003, 2007, 2008, 2010, 2011 und 2014 den nationalen Pokalwettbewerb. Zudem gewann er mit dem Team die 2004 die Pannonische Liga und 2011 die MOL Liga.
Kósa wurde am 9. November 2015 tot aufgefunden. Die Polizei sprach von einer Selbsttötung.

### International
Kósa spielte international im Gegensatz zu anderen Szeklern, die für Ungarn antreten, für sein Geburtsland Rumänien. Bereits im Juniorenbereich war er bei internationalen Turnieren aktiv: 1992 und 1993 spielte er bei der U18-B-Europameisterschaft. Im U20-Bereich trat er 1994 bei der B-Weltmeisterschaft und 1995 bei der C1-Weltmeisterschaft an.
Sein Debüt in der Herren-Nationalmannschaft gab Kósa bei der Weltmeisterschaft der Division II 2001 in Bukarest, als ihm mit seiner Mannschaft der Aufstieg in die Division I gelang. Er steuerte dazu drei Tore und eine Vorlage bei. Anschließend spielte er 2002, 2003, 2004, 2005, 2007, 2009, 2012 und 2013 in der Division I sowie nach zwischenzeitlichen Abstiegen 2006, 2008, 2010 und 2011 in der Division II.
Zudem spielte er für Rumänien bei den Qualifikationsturnieren für die Olympischen Winterspiele in Vancouver 2010 und in Sotschi 2014.

## Erfolge
- 1996 Rumänischer Meister mit dem SC Miercurea Ciuc
- 2000 Rumänischer Meister mit dem SC Miercurea Ciuc
- 2001 Rumänischer Pokalsieger mit dem SC Miercurea Ciuc
- 2001 Aufstieg in die Division I bei der Weltmeisterschaft der Division II, Gruppe B
- 2003 Rumänischer Pokalsieger mit dem SC Miercurea Ciuc
- 2004 Rumänischer Meister mit dem SC Miercurea Ciuc
- 2004 Gewinn der Pannonischen Liga mit dem SC Miercurea Ciuc
- 2006 Aufstieg in die Division I bei der Weltmeisterschaft der Division II, Gruppe A
- 2006 Rumänischer Pokalsieger mit dem SC Miercurea Ciuc
- 2007 Rumänischer Meister und Pokalsieger mit dem SC Miercurea Ciuc
- 2008 Rumänischer Meister mit dem SC Miercurea Ciuc
- 2008 Aufstieg in die Division I bei der Weltmeisterschaft der Division II, Gruppe A
- 2010 Rumänischer Meister und Pokalsieger mit dem HSC Csíkszereda
- 2011 Sieger der MOL Liga mit dem HSC Csíkszereda
- 2011 Rumänischer Meister und Pokalsieger mit dem HSC Csíkszereda
- 2011 Aufstieg in die Division I bei der Weltmeisterschaft der Division II, Gruppe B
- 2012 Rumänischer Meister mit dem HSC Csíkszereda
- 2013 Rumänischer Meister mit dem HSC Csíkszereda
- 2014 Rumänischer Pokalsieger mit dem HSC Csíkszereda

## MOL-Liga-Statistik
(Stand: Ende der Saison 2013/14)